# Любево (Любуське воєводство)
Любево (пол. Lubiewo) — село в Польщі, у гміні Дрезденко Стшелецько-Дрезденецького повіту Любуського воєводства.
Населення — 83 особи (2011).
У 1975-1998 роках село належало до Гожовського воєводства.

## Демографія
Демографічна структура станом на 31 березня 2011 року:
|          | Загалом | Допрацездатний вік | Працездатний вік | Постпрацездатний вік |
| -------- | ------- | ------------------ | ---------------- | -------------------- |
| Чоловіки | 43      | 7                  | 30               | 6                    |
| Жінки    | 40      | 8                  | 27               | 5                    |
| Разом    | 83      | 15                 | 57               | 11                   |